# Limnichus unistriatus
Limnichus unistriatus is een keversoort uit de familie dwergpilkevers (Limnichidae). De wetenschappelijke naam van de soort werd in 1923 gepubliceerd door George Charles Champion.